# Street Fighter IV
Street Fighter IV (jap. ストリートファイター IV sutorīto faitā fō) – gra komputerowa z gatunku bijatyk, stworzona przez Dimps oraz Capcom i wydana 18 lipca 2008 w Japonii na automaty. Tytuł na konsole PlayStation 3 i Xbox 360 został wydany 12 lutego 2009, natomiast 2 lipca 2009 gra miała premierę na platformę Microsoft Windows. Jest to czwarta część serii gier Street Fighter.
Akcja Street Fightera IV ma miejsce między wydarzeniami z drugiej i trzeciej części serii. W grze dostępnych jest 25 postaci, w tym pięć zupełnie nowych. Postacie oraz otoczenie jest przedstawione w pełnym trójwymiarze, co wynika z użycia silnika 3D. Kamera przesuwa się w typowy sposób dla gier komputerowych z gatunku bijatyk w prawo lub w lewo, tylko wyjątkowe sytuacje powodują zmianę ujęcia (np. przy pojawieniu się nowej postaci w czasie walki lub wykonywaniu specjalnych ciosów).